# Johan Olof Wallin

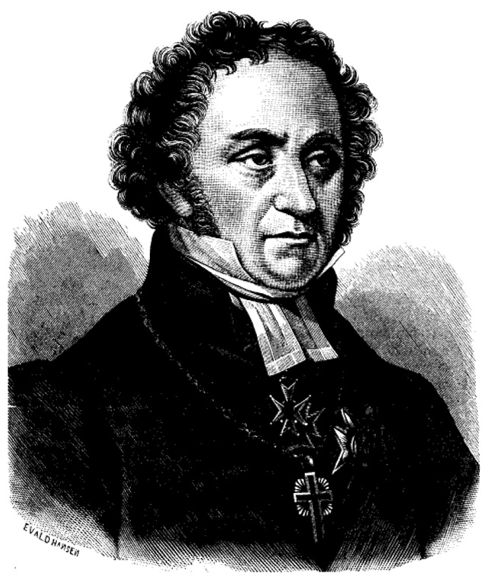
Johan Olof Wallin

Johan Olof Wallin (15 oktober 1779, Stora Tuna - 30 juni 1839), was een Zweeds minister, priester, dichter en later ook aartsbisschop van Uppsala. Vandaag de dag is hij vooral bekend omwille van zijn hymnen.
Wallin schreef, vertaalde (onder andere Horatius en Vergilius) en publiceerde regelmatig gedichten en andere werken, wat hem een prijs opleverde van de Zweedse Academie. Een hymne ter ere van koning Gustav III leverde hem een geldprijs van 200 dukaten op. In het begin was zijn stijl tamelijk klassiek, en helemaal niet beïnvloed door de romantiek die op dat moment bloeide in heel Europa; later evolueerde zijn stijl echter.
In 1810 nam hij zetel 1 in in de Zweedse Academie, als opvolger van Nils Philip Gyldenstolpe.